# Diplostix volvula
Diplostix volvula är en skalbaggsart som beskrevs av Reichardt 1936. Diplostix volvula ingår i släktet Diplostix och familjen stumpbaggar. Inga underarter finns listade i Catalogue of Life.